# أوتو غرينير
أوتو غرينير (بالألمانية: Otto Greiner)‏ هو رسام ألماني، ولد في 16 ديسمبر 1869 في لايبزيغ في ألمانيا، وتوفي في 24 سبتمبر 1916 في ميونخ في ألمانيا.

## وصلات خارجية
- أوتو غرينير على موقع ديسكوغز (الإنجليزية)